# Marlon Santos
Marlon Santos da Silva Barbosa, plus connu comme Marlon Santos, né le 7 septembre 1995 à Duque de Caxias (État de Rio de Janeiro, Brésil), est un footballeur brésilien qui joue au poste de défenseur central à Los Angeles FC.

## Carrière

### Carrière en club

#### Fluminense FC (2009-2016)
Marlon commence à jouer dans les catégories juniors de Fluminense en 2009. Alors que Marlon jouait habituellement au poste de milieu défensif, il devient défenseur central en 2012 à l'âge de 17 ans. En 2014, Marlon débute en équipe première. En 2015, il devient titulaire au sein de l'équipe de Fluminense au poste de défenseur central.
À l'âge de 20 ans, il est considéré comme un des joueurs brésiliens les plus prometteurs à son poste.
En juin 2016, il est prêté au FC Barcelone B avec une option d'achat. Il débute en équipe première le 30 juillet 2016 lors d'un match amical face au Celtic Glasgow comptant pour l'International Champions Cup.
Le 23 novembre 2016 à Glasgow, l'entraîneur Luis Enrique le fait débuter en match officiel avec le Barça lors d'une rencontre de la Ligue des champions face au Celtic (victoire 2 à 0). Il entre sur le terrain à la 72e minute à la place de Gerard Piqué.

#### FC Barcelone (depuis 2017)
En janvier 2017, Marlon signe un contrat jusqu'en 2020 avec Barcelone. Le montant du transfert est de 6 M€.
Le 15 mai 2017, à la suite de l'indisponibilité de Gerard Piqué et du forfait de dernière minute de Javier Mascherano, il est titularisé pour la première fois en défense centrale face à l'UD Las Palmas (37e journée de championnat).
Il fait partie de l'équipe première du FC Barcelone à partir de la saison 2017-2018.

#### OGC Nice
Le 29 août 2017, il est prêté pour une saison, avec option d'achat, à l'OGC Nice.
En août 2018, Marlon va être prêté pour une saison à Newcastle, mais l'administration britannique lui refuse le permis de travail. Quelques jours après, il renouvelle son contrat avec le Barça jusqu'en 2022.

#### US Sassuolo
Le 16 août 2018, Marlon est transféré vers le club italien de l'US Sassuolo pour un montant de 6 M€ (plus 6M€ en variables).

#### Shakhtar Donetsk
Il a signé un contrat de cinq ans jusqu'en juin 2026 avec le Shakhtar Donetsk.

### En équipe nationale
Avec l'équipe du Brésil des moins de 20 ans, Marlon Santos dispute le Championnat sud-américain en 2015 puis la Coupe du monde 2015. Il parvient en finale du mondial organisé en Nouvelle-Zélande. La Serbie remporte la finale en prolongation (1-2).

## Statistiques
| Saison                | Club                  | Championnat           | Championnat | Championnat | Coupe nationale | Coupe nationale | Coupe de la Ligue | Coupe de la Ligue | Supercoupe | Supercoupe | Compétition(s) continentale(s) | Compétition(s) continentale(s) | Compétition(s) continentale(s) | Total | Total |
| Saison                | Club                  | Division              | M.          | B.          | M.              | B.              | M.                | B.                | M.         | B.         | Comp.                          | M.                             | B.                             | M.    | B.    |
| 2014                  | Fluminense            | Serie A               | 20          | 0           | -               | -               | -                 | -                 | -          | -          | CS                             | 2                              | 0                              | 22    | 0     |
| 2015                  | Fluminense            | Serie A               | 24          | 0           | -               | -               | -                 | -                 | -          | -          | -                              | -                              | -                              | 24    | 0     |
| 2016                  | Fluminense            | Serie A               | -           | -           | 6               | 0               | -                 | -                 | -          | -          | -                              | -                              | -                              | 6     | 0     |
| Sous-total            | Sous-total            | Sous-total            | 44          | 0           | 6               | 0               | -                 | -                 | -          | -          | -                              | 2                              | -                              | 52    | 0     |
| 2016-2017             | FC Barcelone          | Liga                  | 2           | 0           | -               | -               | -                 | -                 | -          | -          | C1                             | 1                              | 0                              | 3     | 0     |
| Sous-total            | Sous-total            | Sous-total            | 2           | 0           | -               | -               | -                 | -                 | -          | -          | -                              | 1                              | 0                              | 3     | 0     |
| 2017-2018             | OGC Nice (prêt)       | Ligue 1               | 23          | 0           | -               | -               | 1                 | -                 | -          | -          | C3                             | 3                              | -                              | 27    | 0     |
| Sous-total            | Sous-total            | Sous-total            | 23          | 0           | -               | -               | 1                 | -                 | -          | -          | -                              | 3                              | -                              | 27    | 0     |
| Total sur la carrière | Total sur la carrière | Total sur la carrière | 69          | 0           | 6               | 0               | 1                 | -                 | -          | -          | -                              | 6                              | 0                              | 82    | 0     |

## Palmarès
- Finaliste de la Coupe du monde des moins de 20 ans en 2015 avec l'équipe du Brésil U20